# 제16회 유럽 영화상
제16회 유럽 영화상의 시상식에 관한 내용이다.

## 수상 및 후보

### 유러피안 작품상
- 굿바이 레닌 - 볼프강 벡커 수상

### 유러피안 감독상
- 도그빌 - 라스 폰 트리에 수상

### 유러피안 여우주연상
- 스위밍 풀 - 샬롯 램플링 수상

### 유러피안 남우주연상
- 굿바이 레닌 - 다니엘 브륄 수상

### 유러피안 각본상
- 굿바이 레닌 - 번드 리슈텐버그 수상

### 유러피안 촬영상
- 도그빌 - 안소니 도드 먼틀 수상

### 유럽영화아카데미 평생공로상
- 끌로드 샤브롤 수상

### 유럽영화아카데미 비평상
- 굿모닝, 나이트 - 마르코 벨로치오 수상

### 유럽영화아카데미 신인상
- 리턴 - 안드레이 즈비아긴체프 수상

### 유럽영화아카데미 다큐멘터리상
- 크메르 루즈 - 피의 기억 - 리티 판 수상

### 유럽영화아카데미 비유럽 영화상
- 야만적 침략 - 데니 아르캉 수상

### 베스트 유러피안 감독상
- 굿바이 레닌 - 볼프강 벡커 수상

### 베스트 유러피안 남우주연상
- 굿바이 레닌 - 다니엘 브륄 수상

### 베스트 유러피안 여우주연상
- 굿바이 레닌 - 카트린 사브 수상

### 유러피안 월드 시네마상
- 카를로 디 팔마 수상

### 유럽영화아카데미 단편영화-UI
- 터널(독일어판) - 스테판 아르세니예비치 수상